# Martial Donnet
Martial Donnet (22 settembre 1956) è un ex sciatore alpino svizzero.

## Biografia
Sciatore originario della stazione sciistica di Morgins presso Troistorrents e specialista dello slalom speciale, Martial Donnet ottenne il primo risultato di rilievo in Coppa del Mondo il 13 dicembre 1978, sull'impegnativo tracciato della 3-Tre di Madonna di Campiglio, conquistando l'unico successo (nonché unico podio) di carriera in slalom speciale davanti al compagno di squadra Peter Lüscher e al tedesco occidentale Christian Neureuther; in quella stessa occasione si classificò anche 2º nella combinata, valida per il trofeo 3-Tre ma non per la Coppa del Mondo. Ottenne l'ultimo piazzamento della sua attività agonistica il 15 marzo 1980, quando si piazzò al 10º posto nello slalom speciale di Coppa del Mondo disputato sulle nevi di Saalbach; non prese parte a rassegne olimpiche né ottenne piazzamenti ai Campionati mondiali.

## Palmarès

### Coppa del Mondo
- Miglior piazzamento in classifica generale: 27º nel 1979
- 1 podio:
  - 1 vittoria

#### Coppa del Mondo - vittorie
| Data             | Località             | Paese  | Specialità |
| ---------------- | -------------------- | ------ | ---------- |
| 13 dicembre 1978 | Madonna di Campiglio | Italia | SL         |

Legenda:

SL = slalom speciale